# Monument national (Slovaquie)

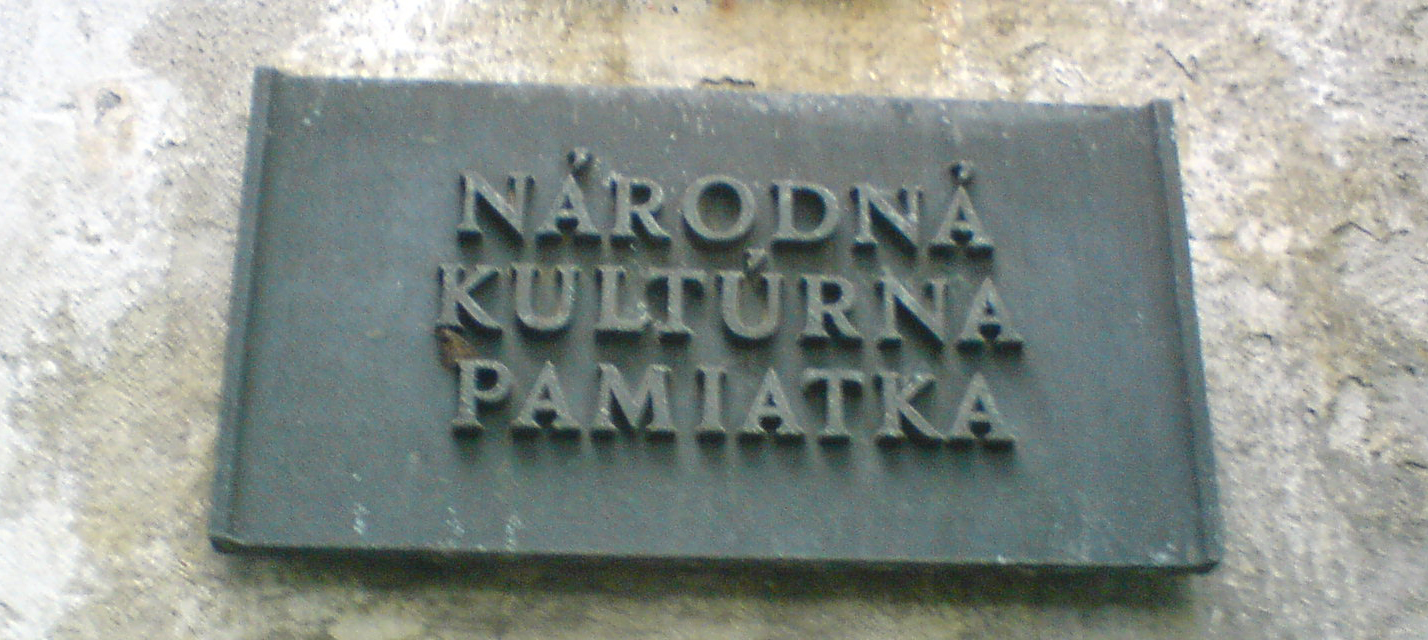
Plaque sur le château d'Orava indiquant qu'il s'agit d'un monument national.

Un monument national est, en Slovaquie, un monument protégé.

## Protection
Le patrimoine culturel de Slovaquie est protégé par la loi sur la protection des monuments et des sites historiques, datant de 2002,. Un monument ou site historique est déclaré comme « monument culturel national » (en slovaque : národná kultúrna pamiatka, abrégé en NKP).
Les monuments sont déclarés nationaux par le ministère de la Culture, après proposition du conseil des monuments, qui tient à jour un registre contenant :
- les monuments mobiles
- les monuments immobiles (register nehnuteľných NKP)
- les réserves historiques protégées (register pamiatkových rezervácií)
- les zones historiques protégées (register pamiatkových zón)

Au 31 décembre 2012, 14 818 monuments ont été déclarés.